# SN 2009ft
SN 2009ft – supernowa typu Ia odkryta 23 maja 2009 roku w galaktyce A142406+0746. W momencie odkrycia miała maksymalną jasność 17,90m.